# Малайски мрежест питон
Малайски мрежест питон (Python reticulatus) или просто мрежест питон е една от най-големите змии на планетата. Този вид спада към семейството на питоните, за което се спори дали е част от семейство Боидни или трябва да се разглежда отделно от тях.

## Размери
Малайският мрежест питон е втората по размер змия на планетата след анакондата от Южна Америка. Счита се за най-едрата змия извън Южна Америка, заедно със скалния питон (Python sebae) в Африка. Средната дължина на възрастните мрежести питони е около 5-7 m, но са регистрирани и индивиди, дълги до 10 m. Освен това те са и тежки, като теглото достига до 140 kg.

## Особености
Както повечето змии, мрежестите питони също са матриархални животни и женските са по-едри от мъжките. Женската снася между 60 и 100 яйца, едно от най-големите количества сред змиите, от които се излюпват малките след 88 дни. Докато са малки, много от тях стават жертва на хищници.
Възрастните малайски мрежести питони се хранят с влечуги, гризачи, жаби, но нападат и едри животни като елени, сърни, глигани, крокодили, маймуни, понякога дори и тигри, макар и в много редки случаи.
Средната продължителност на живота при тези змии е около 20 – 30 години.
Окраската на тялото е различна. Съществуват тъмножълти и кафяви вариации, така и тигрова окраска с големи, разположени по цялата дължина на тялото, ивици или петна.